# Гонтари
Гонтари (укр. Гонтарі) — село,
Нестеренковский сельский совет,
Полтавский район,
Полтавская область,
Украина.
Код КОАТУУ — 5324083709. Население по переписи 2001 года составляло 39 человек.

## Географическое положение
Село Гонтари находится в 5-и км от левого берега реки Ворскла,
примыкает к сёлам Головки, Марьевка и Диброва (Котелевский район).
Рядом проходит автомобильная дорога Т-1707.